# 文加图尔
文加图尔（Vengathur）是印度泰米尔纳德邦蒂魯沃盧爾縣的一个城镇。总人口17003（2001年）。

## 人口
该地2001年总人口17003人，其中男性8696人，女性8307人；0—6岁人口1769人，其中男899人，女870人；识字率78.20%，其中男性为84.37%，女性为71.73%。